# Октомврийско небе
Октомврийско Небе (на английски: October Sky) е американски филм от 1999 година, базиран на книгата на Хоумър Хикъм Rocket Boys. Тя представлява автобиография на неговите детски години и опитите му заедно с неговите приятели да построят ракета. Всъщност, October Sky е анаграма на Rocket Boys. Промяната на заглавието е за да привлече по-широка аудитория, а също така отразява изстрелването на първия изкуствен спътник „Спутник“ на 5 октомври 1957 година, който е можел да се види с просто око в октомврийското небе.
 Внимание:  Текстът по-долу разкрива сюжета на произведението (или части от него)!
Действието на филма се развива през 50-те години на 20 век в малкото градче Колууд, Западна Вирджиния. Единственият поминък на градчето е мината за въглища и повечето от мъжете работят в нея. Хоумър, момче в гимназията, се страхува че и неговата съдба ще бъде същата и ще прекара живота си под земята, въпреки че неговият поглед е устремен към небето и той мечтае да строи ракети. Учителката му по физика, Мис Райли, го окуражава да преследва мечтата си и да не се отчайва. Тя му дава идеята да участва в националния научен конкурс за средношколци, който ако той спечели, би му осигурил достатъчно финансови средства от стипендии за да следва в колеж.
Заедно със своите приятели, Хоумър започва да строи ракети, като среща много трудности в началото. Баща му е напълно против това му занимание, дори му го забранява, и много често Хоумър трябва да се крие от него. След много перипетии все пак момчетата успяват да участват и спечелят националния конкурс. Най-ценното за Хоумър обаче е, че баща му в крайна сметка одобрява и оценява направеното от него.
1. 1 2  www.boxofficemojo.com //    Архивиран от оригинала на 2 август 2021 г.